# San Andrés (Bárcena del Monasterio)
San Andrés es una aldea que pertenece a la parroquia de Bárcena del Monasterio en el concejo de Tineo (Principado de Asturias). Se encuentra a 402 m s. n. m. y está situada a 19 km de la capital del concejo, la villa de Tineo. 

## Población
En 2020 contaba con una población de 10 habitantes (INE, 2020) repartidos en un total de 11 viviendas (INE, 2010).